# Apsus Vallis
Apsus Vallis es un canal en el cuadrángulo de Cebrenia de Marte, ubicado a 35,1 ° de latitud norte y 225 ° de longitud oeste. Tiene 120 km de largo y lleva el nombre de un río clásico de la antigua Macedonia, el actual río Semeni.